# Лоо-Тальвари, Ида
И́да Ло́о-Та́львари (эст. Ida Loo-Talvari, урождённая И́да Ло́о эст. Ida Loo, в первом браке И́да А́ав-Ло́о эст. Ida Aav-Loo, в Российской империи носила имя Ида Юхоновна Аав-Лоо;  19 июня [2 июля] 1901, Нарва, Эстляндская губерния, Российская империя (ныне Эстония) — 29 июня 1997, Гётеборг, Вестра-Гёталанд, Швеция) — эстонская певица (сопрано).

## Биография
Вокальное образование получила в Эстонии, затем совершенствовала мастерство в Берлине, Милане и Вене. В 1926—1944 годах была солисткой Эстонского театра оперы и балета. С 1944 года жила в Швеции.
В 1926–1937 годы замужем за композитором Эвальдом Аавом (сын Юхан Лоо эст. Juhan Loo). В 1938–1979 годах состояла в браке с Юханнесом Александером Тальвари швед. Johannes Alexander Talvari (дочь Хелена Росалия Катласепп швед. Helene Rosalie Katlasepp).

## Оперные партии
- «Риголетто» Джузеппе Верди — Джильда
- «Травиата» Джузеппе Верди — Виолетта
- «Севильский цирюльник» Джоаккино Россини — Розина
- «Аида» Джузеппе Верди — Аида
- «Викерцы» («Викинги») Аавы — Юта (первая исполнительница)